# Pazmany PL-1
Pazmany PL-1 – amerykański lekki samolot szkolny.

## Historia
W wytwórni lotniczej Pazmany Aircraft Co. na początku lat 60. XX w. opracowano projekt lekkiego samolotu do zastosowań amatorskich. Maszyna została zaprojektowana przez Johna Greena i Keitha Fowlera. Prototyp oblatano 23 marca 1962 r. Wśród oblatywaczy znalazł się astronauta Richard Gordon.
Aerospace Industrial Development Corporation (AIDC) zakupiły licencję i podjęły produkcję samolotu. AIDC zbudowała 58 samolotów oznaczonych jako PL-1B dla Sił Powietrznych Republiki Chińskiej. Ponadto plany maszyny udostępniano konstruktorom-amatatorom, którzy zbudowali ok. 300 egzemplarzy tego samolotu. Na bazie PL-1 opracowano wersję rozwojową mającą niezmienione wymiary ale uproszczoną konstrukcję dostosowaną do amatorskiej budowy.

## Konstrukcja
Dwumiejscowy, jednosilnikowy samolot szkolny w układzie dolnopłatu o konstrukcji metalowej. Kadłub o konstrukcji półskorupowej z kabiną mieszczącą dwa miejsca obok siebie. Osłona kabiny odsuwana od tyłu. Usterzenie krzyżowe, z płytowym statecznikiem poziomym. Skrzydło niedzielone o konstrukcji jednodźwigarowej, wyposażone w klapy i lotki bezszczelinowe. Na końcówkach płata umieszczono zbiorniki paliwa o łącznej pojemności 94 litrów. Podwozie stałe, trójpunktowe z kołem przednim. Wyposażone w amortyzację olejowo-pneumatyczną i hamulce tarczowe. Prototyp był napędzany silnikiem w układzie bokser Continental C-90-12-F o mocy 50 KM. Egzemplarze seryjne dostosowano do zainstalowana jednostek napędowych o mocy do 135-150 KM.